# ميليسيون (كورينثيا)
ميليسيون (Μελίσσιον) هي مدينة في كورينثيا في مقاطعة كينتريكي إلادا في اليونان.